# Olénékien
Stratigraphie
Indusien Anisien
Trias moyen
| Système                                            | Série     | Étage         | Age (Ma)    |
| -------------------------------------------------- | --------- | ------------- | ----------- |
| Jurassique                                         | Inférieur | Hettangien    | plus récent |
| Trias                                              | Supérieur | Rhétien       | 201.3–208.5 |
| Trias                                              | Supérieur | Norien        | 208.5–~228  |
| Trias                                              | Supérieur | Carnien       | ~228–~235   |
| Trias                                              | Moyen     | Ladinien      | ~235–~242   |
| Trias                                              | Moyen     | Anisien       | ~242–247.2  |
| Trias                                              | Inférieur | Olénékien     | 247.2–251.2 |
| Trias                                              | Inférieur | Indusien      | 251.2–252.2 |
| Permien                                            | Lopingien | Changhsingien | plus ancien |
| Subdivision du Trias selon l'IUGS, (Juillet 2012). |           |               |             |

L’Olénékien est un étage stratigraphique du Trias inférieur, dans le Mésozoïque, compris entre -247,2 et –251,2 millions d'années, succédant à l'Indusien et précédant l'Anisien.
Il a été défini en 1956 par les géologues russes Lubov Dmitrievna Kiparisova et Yurij Nikolaivitch Popov. Son nom provient du fleuve Oleniok en Sibérie. Le stratotype est situé près de son embouchure à Mengilekh Creek.

## Stratigraphie
La base de l'Olénékien est à la toute première occurrence de Neospathodus waageni. 

Elle est définie comme se terminant près des toutes premières occurrences of Chiosella timorensis.